# Oh Hiroshima
Pour les articles homonymes, voir Hiroshima (homonymie).
 (octobre 2018).
Oh Hiroshima est un groupe de post-rock originaire de Kristinehamm en Suède. Formé en 2007 par Leif Eliasson et Jakob Hemström, le groupe s'agrandit en 2011 et accueille Simon Axelsson et Oskar Nilsson, jeune frère de Hemström.
Le groupe était à ses débuts un projet d'expérimentation musicale. Eliasson et Hemström ont été rejoints en 2011 par Nilsson en tant que bassiste puis batteur, ainsi que Axelsson en tant que batteur.
Leurs premiers EPs sont Empty Places Full of Memories et Tomorrow, respectivement sortis en 2009 et 2010. Leur premier album, sorti en 2012, s'intitule Resistance Is Futile. Leur deuxième album, In Silence We Yearn, est sorti en Novembre 2015. Il a été réédité en version CD par Fluttery Records.

## Membres
- Leif Eliasson - guitares
- Jakob Hemström - guitares, voix, piano
- Oskar Nilsson - batterie
- Simon Axelsson - batterie (débuts), guitare basse

## Discographie

### Albums studio
- Resistance Is Futile (2012)
- In Silence We Yearn (2015)
- Oscillation (2019)
- Myriad (2022)
- All Things Shining (2024)

### EPs
- Empty Places Full of Memories (2009)
- Tomorrow (2012)